# Societat Linneana de Londres
La Societat linneana de Londres o Linnean Society of London és la principal societat científica dedicada a l'estudi i a la difusió de la taxonomia. Publica estudis de zoologia, botànica i biologia. També edita The Linnean, una revista dedicada a la història de la societat i de la taxonomia.
Va ser fundada el 1788 i deu el seu nom al naturalista suec Carl von Linné. La seu està situada a Burlington House, Piccadilly, Londres i qualsevol persona que estigui interessada pot convertir-se en membre de la Societat, sense necessitat de requeriments acadèmics.
1 de juliol de 1858 s'hi va fer fa la presentació dels postulats sobre l'origen de les espècies (posteriorment anomenada Teoria de l'evolució), elaborats simultàniament per Charles Darwin i Alfred Wallace, tot i que cap d'ells no hi era present.

## Col·leccions
Les col·leccions botàniques i zoològiques de Linné van ser adquirides el 1783 per Sir James Edward Smith, el primer president de la societat. Avui en dia es conserven a la seu de la Societat i contenen 14.000 plantes, 158 peixos, 1.564 conquilles, 3.198 insectes, 1.600 llibres i 3.000 cartes i documents. Es poden consultar acordant una cita prèvia.
La Societat també conserva la col·lecció de plantes de James Edward Smith.

## Medalles i premis
La Societat linneana de Londres atorga diferents premis:
- La medalla linneana, fundada el 1888. Premia anualment a un botànic o a un zoòleg, inicialment es premiaven alternativament, però des de 1958 se'n guardona un de cada anualment.
- Medalla Darwin-Wallace, instituïda el 1908. Atorgada cada cinquanta anys, premia avenços importants en el camp de la biologia evolutiva.
- Premi H.H. Bloomer, establert el 1963. Recompensa a un naturalista aficionat que hagi efectuat una gran contribució al coneixement de la biologia.
- Premi del bicentenari, establert el 1978 amb motiu del 200 aniversari de la mort de Linné. Recompensa a un investigador menor de 40 anys.
- Premi Jill Smythies, establert el 1986. S'atorga a les millors il·lustracions de botànica.
- Premi Irene Manton, establert el 1990. Premia a la millor memòria de botànica realitzada durant l'any acadèmic.

## Societats linneanes mundials
Austràlia
- Linnean Society of New South Wales

Canadà
- Société linnéenne du Québec

França
- La Société Linnéenne de la Seine maritime
- Société linnéenne de Lyon
- Société linnéenne de Provence
- Société Linnéenne de Bordeaux
- Société Linnéenne de Normandie

Suècia
- The Swedish Linnaeus Society

Regne Unit
- The Linnean Society of London

Estats Units
- The Linnean Society of Lake Superior
- The Linnaean Society of New York